# Surano
Surano ist eine südostitalienische Gemeinde (comune) mit 1512 Einwohnern (Stand 31. Dezember 2023) in der Provinz Lecce in Apulien. Die Gemeinde liegt etwa 39,5 Kilometer südsüdöstlich von Lecce im Salento und ist Teil der Unione dei Comuni delle Terre di Mezzo. Bis zum Ionischen Meer sind es etwa sieben Kilometer in östlicher Richtung.

## Weblinks

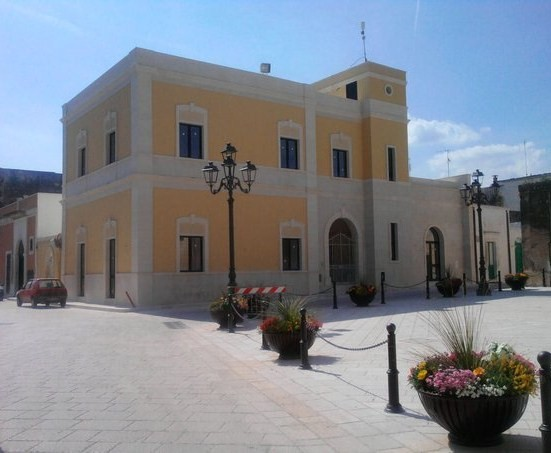
Scorcio Piazza, vor dem Rathaus